# Shimizu
Shimizu (jap. 清水町 Shimizu-chō) – miasto w Japonii, na wyspie Honsiu, w prefekturze Shizuoka. Według danych na rok 2020 miejscowość zamieszkiwało 31 710 mieszkańców , a gęstość zaludnienia wyniosła 3599,3 os./km². W mieście rozwinął się przemysł petrochemiczny, elektroniczny, rybny oraz hutniczy.